# Rheum alexandrae
Rheum alexandrae är en slideväxtart som beskrevs av Aleksandr Batalin.
Rheum alexandrae ingår i släktet rabarbersläktet och familjen slideväxter. Inga underarter finns listade i Catalogue of Life.